# HD191984
HD191984 — хімічно пекулярна зоря спектрального класу
A0 й має  видиму зоряну величину в смузі V приблизно  7,1.
Вона  розташована на відстані близько 602,9 світлових років від Сонця.

## Фізичні характеристики
Зоря HD191984 обертається 
дуже швидко 
навколо своєї осі. Проєкція її екваторіальної швидкості на промінь зору становить  Vsin(i)=165км/сек.

## Пекулярний хімічний склад
Зоряна атмосфера HD191984 має підвищений вміст 
Eu
.